# Aberdareleria freidbergi
Genre
Espèce
Aberdareleria freidbergi est une espèce de diptères de la famille des Heleomyzidae. C'est l'unique représentant du genre Aberdareleria.

## Liste d'espèces
Selon Catalogue of Life (27 févr. 2013) :
- Aberdareleria freidbergi